# Slum Village

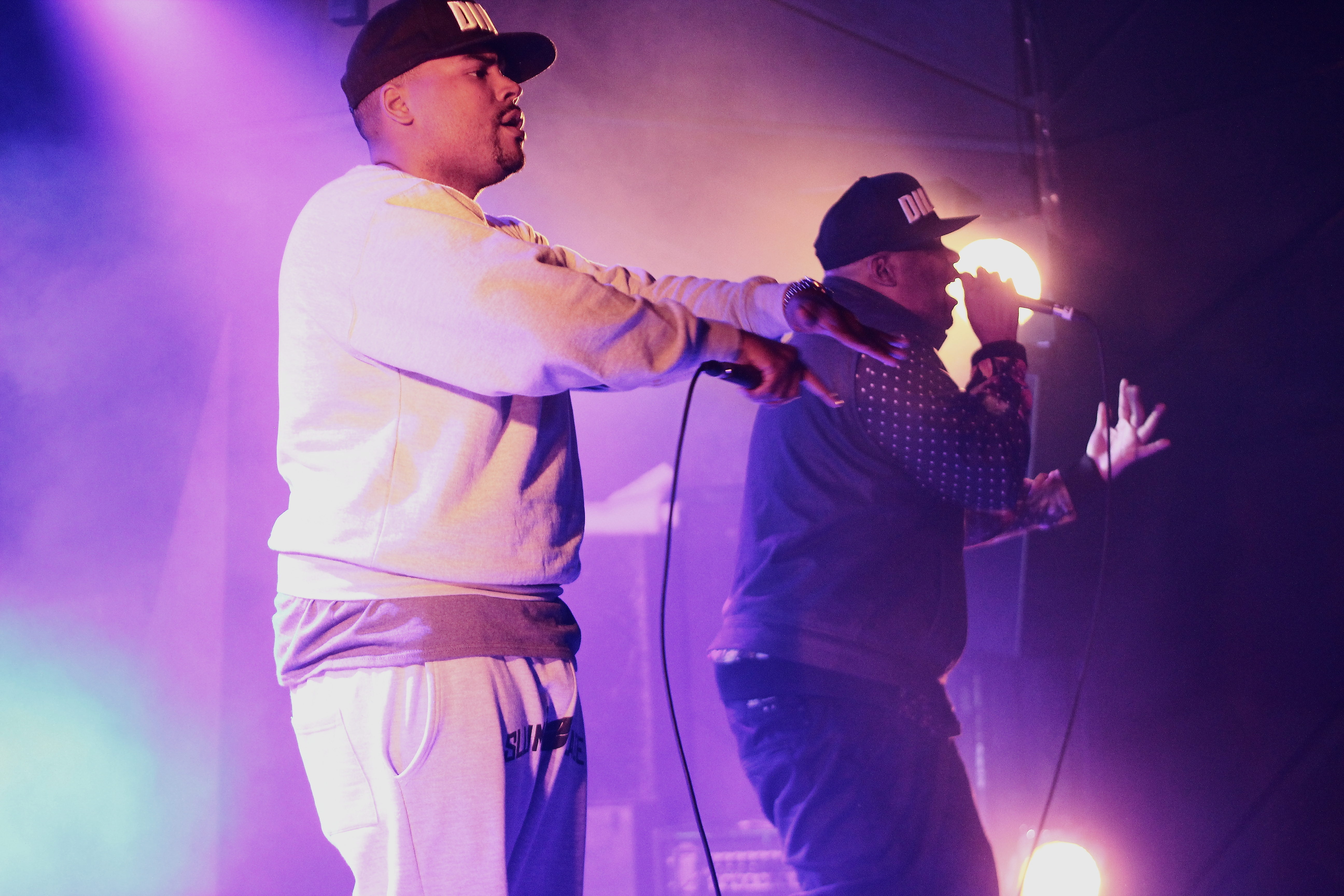
Young RJ y T3, Slum Village, en el Nouveau Casino, en París, el 22 de septiembre de 2014.

Slum Village es un grupo de hip hop de Detroit, Míchigan. Comenzó siendo un trío, con Baatin, T3 y J Dilla como miembros. 
Crecieron juntos en Conant Gardens, un barrio de Detroit, y fueron al instituto Pershing. Slum Village fue fundado por Baatin, T3 y J Dilla. El grupo se hizo popular en la escena underground de Detroit. J Dilla también se hizo miembro de un equipo de producción conocido como The Ummah, quienes produjeron varios éxitos de artistas de R&B y rap. El primer álbum de Slum Village, Fantastic, Vol. 1, en 1996, no fue lanzado oficialmente hasta el año 2006, y llegó a ser un auténtico clásico del rap underground.
Firmaron primeramente por el sello ahora desaparecido A&M, el grupo tuvo que posponer la fecha de lanzamiento de su álbum de debut debido a la política del sello, pero en junio de 2000 salió a la venta Fantastic, Vol. 2, bajo GoodVibe Recordings. También ese año grabaron un disco llamado Best Kept Secret, bajo el alias J-88, en el que se incluían remezclas y canciones descartadas del Fantastic, Vol. 1.
En 2002 editaron Trinity (Past, Present and Future) en Barak/Capitol Records. Por entonces, la decisión de J Dilla de centrarse en su carrera en solitario obligó al grupo a firmar al rapero Elzhi. El álbum contenía el sencillo "Tainted", producido por Karriem Riggins y con la colaboración de Dwele. En 2002, Dirty District, una compilación de canciones de raperos de Detroit fue grabada, y en gran parte fue producida por T3 y "RJ" Rice.
El grupo entonces se convirtió en un dúo, quedando solamente T3 y Elzhi, tras el abandono de Baatin antes del lanzamiento del nuevo disco, Detroit Deli (A Taste of Detroit), en 2004. El álbum incluía el éxito "Selfish", producido por Kanye West, en el que también colaboraba, junto con John Legend.
Tras marcharse de Capitol Records en 2005, sacaron Prequel to a Classic, un disco con material inédito.

## Discografía

### Álbumes
- 1996 Fantastic, Vol. 1 (GoodVibe Recordings)
- 2000 Fantastic, Vol. 2  (GoodVibe Recordings)
- 2002 Trinity (Past, Present and Future) (Barak Records/Capitol Records)
- 2004 Detroit Deli (A Taste of Detroit) (Capitol Records)
- 2005 Slum Village (Barak Records)

### Sencillos
- 2000 "Climax" (GoodVibe Recordings)
- 2000 "Raise It Up" b/w "Fall-N-Love" (GoodVibe Recordings)
- 2002 "Tainted" (feat. Dwele) (Barak Records/Capitol Records)
- 2002 "Disco (Remix)" (feat. [Ms. Jade) (Barak Records/Capitol Records)
- 2004 "Selfish" (feat. Kanye West & John Legend) (Capitol Records)
- 2004 "Do U" (Capitol Records)
- 2005 "EZ Up" (Barak Records)

### Compilaciones
- 2000 Best Kept Secret (bajo el alias J-88) (Groove Attack Productions)
- 2002 Dirty District (Sequence Records)
- 2005 Prequel to a Classic (Barak Records)

### Remezclas
- 2003 Daft Punk - Aerodynamic (Remix en Daft Club)